# Пловдив (стадион)
Вижте пояснителната страница за други значения на Пловдив.
Стадион „Пловдив“ (бивш „9-и септември“) е най-големият стадион в град Пловдив. Намира се в парк „Отдих и култура“ в близост до Олимпийския гребен канал. Популярен е във футболните среди като „Голямата къща“.

## История
Официално стадионът е открит на 10 септември 1954 г. и тогава носи името „9 септември“. Капацитетът тогава е 30 000 седящи места. Основно е реконструиран през 1962 г., като се построява втори етаж на западната трибуна. Капацитетът нараства на 42 000 места, като се поставят и 4 стоманобетонени кули с осветление. През 1991 г. е издигната останалата част от втория етаж на стадиона. Старите лампи са демонтирани и са поставени 4 нови стоманени кули с височина 70 m, внесени от Полша. Поради липса на средства, ремонтът е прекратен малко преди пълното завършване на съоръжението.
На стадион „Пловдив“ са се играли предимно дерби мачовете между четирите пловдивски отбора, както и други срещи от републиканската футболна лига. Тук са се провели и великите мачове на „Ботев“ Пд с „Реал“ (Сарагоса), „Цървена Звезда“, „Барселона“, „Байерн“ (Мюнхен). „Локомотив“ Пд е имал своите незабравими моменти срещу „Оксер“, „Ювентус“ и „Лацио“.
През 1990 г. на стадиона се провежда световно първенство по лека атлетика за юноши и девойки. На 19 юни 2004 г. на състезание за Купа „Европа“ на този стадион Ивет Лалова пробягва 100-те метра за 10,77 сек. – нов национален рекорд и най-добър резултат в света за сезона.
На стадион „Пловдив“ се провеждат лекоатлетически прояви от републикански мащаб, както и контролни футболни срещи. От 1996 г. на стадиона не се провеждат официални футболни срещи, както и големи обществени мероприятия, поради липсата на „Акт 16“ на съоръжението. Изключение прави концертът на „Металика“ през 1999 г., на който присъстват близо 50 хил. души.